# Ambassade du Cameroun en France
L'ambassade du Cameroun en France est la représentation diplomatique de la république du Cameroun en République française. Elle est située à Paris et son ambassadeur est, depuis 2020, André-Magnus Ekoumou.

## Ambassade
L'ambassade est située au 73, rue d'Auteuil dans le 16e arrondissement de Paris.
Un bâtiment de la rue des Belles-Feuilles abritait autrefois l'ambassade camerounaise, partageant les locaux avec l'ambassade du Bénin et l'ambassade du Congo.
La résidence de l'ambassadeur se trouve à Saint-Maur-des-Fossés (Val-de-Marne), un domaine de plus de 1 000 m2 acquis en 2008 pour 4 millions d'euros.

## Consulat
Le Cameroun dispose également d'un consulat général à Paris et d'un consulat à Marseille. Il se situe au 87, cours Pierre-Puget, à Marseille.

## Liste des ambassadeurs
| Date de nomination | Date de remise des lettres de créance | Date de remise des lettres de créance | Diplomate             |
| ------------------ | ------------------------------------- | ------------------------------------- | --------------------- |
| 1995               | 6 décembre 1995                       | [ JORF 1 ]                            | Pascal Biloa Tang     |
| 2006               | 28 mars 2007                          | [ JORF 2 ]                            | Lejeune Mbella Mbella |
| 11 avril 2016      | 26 juillet 2016                       | [ JORF 3 ]                            | Samuel Mvondo Ayolo   |
| 29 mars 2019       | 10 décembre 2019                      | [ JORF 4 ]                            | Alfred Nguini         |
| 30 juin 2020       | 5 octobre 2020                        | [ JORF 5 ]                            | André Magnus Ekoumou. |

### Journal officiel
1. ↑  « Remise de lettres de créance », sur Légifrance, 8 décembre 1995.
2. ↑  « Remise de lettres de créance », sur Légifrance, 31 mars 2007.
3. ↑  « Remise de lettres de créance », sur Légifrance, 11 août 2016.
4. ↑  « Remise de lettres de créance », sur Légifrance, 12 décembre 2019.
5. ↑  « Remise de lettres de créance », sur Légifrance, 8 octobre 2020.

### Autres références
1. 1 2  Maison des Français de l'étranger, « Ambassades et consulats étrangers en France - Cameroun », sur mfe.org (consulté le 9 janvier 2014).
2. ↑  « Cameroun : la résidence de fonction d’Alfred Nguini en France prisée par des touristes », sur Jeune Afrique, 6 juin 2019 (consulté le 28 avril 2021).
3. ↑  « Informations de l'Ambassade du Cameroun en France », sur Ambassade Afrique (consulté le 4 novembre 2023)
4. ↑  « Que reproche-t-on à Alfred Nguini, ancien ambassadeur du Cameroun en France ? », sur Jeune Afrique, 12 août 2020 (consulté le 28 avril 2021).
5. ↑  « Cameroun : pourquoi Paul Biya a placé André Magnus Ekoumou à l’ambassade du Cameroun en France », sur Jeune Afrique, 4 juillet 2020 (consulté le 28 avril 2021).